# Lubliniec
Lubliniec (deutsch Lublinitz, ursprünglich Lubin, 1941–1945 Loben) ist eine Stadt im Powiat Lubliniecki in der  Woiwodschaft Schlesien in Polen. Die Stadt hat bedeutende Leicht- und Chemieindustrie; hier leben fast 25.000 Einwohner.

## Geographie
Die Stadt liegt am Nordrand der Region Oberschlesien und des Oberschlesischen Industriegebiets, etwa 60 km nordwestlich von Katowice und etwa 35 km südwestlich von Częstochowa (Tschenstochau) auf 256 m ü. NHN. Durch das Stadtgebiet fließen vier Flüsse, die Malapane sowie das nach der Stadt benannte Lublinitzer Wasser, an dessen Ufer große Teile der Stadt angrenzen. Außerdem durchziehen die Bäche Steblowski und Droniowicki Lubliniec. Die Umgebung der Stadt ist von großen Waldgebieten, den Lublinitzer Wäldern (Lasy Lublinieckie) umgeben, die bis nach Opole (Oppeln) und Częstochowa reichen. In diesem Waldgebiet, das zu den größten in Polen zählt, wurde 1999 der 50.746 ha große Landschaftspark Lasy nad Górną Liswartą angelegt, der sich wenige Kilometer nördlich der Stadt erstreckt.

### Stadtgliederung
Die Stadt Lubliniec gliedert sich in folgende Stadtteile:
- Droniowiczki (Klein Droniowitz)
- Dziuba
- Jania Góra (Johnhof)
- Kokotek (Kokottek)
- Kopce (Kopka)
- Leśnica (Leschnitza)
- Lipie
- Łopian (Schwarzwald)
- Posmyk
- Pusta Kuźnica (Wüstehammer)
- Stara Kolonia (Kolonie Klein Droniowitz)
- Steblów (Steblau)
- Śródmieście / Innenstadt
- Wesoła (Wesolla)
- Wymyślacz (Wymislacz / Wymischlatz)
- Zagłówek (Soglowek)

## Geschichte

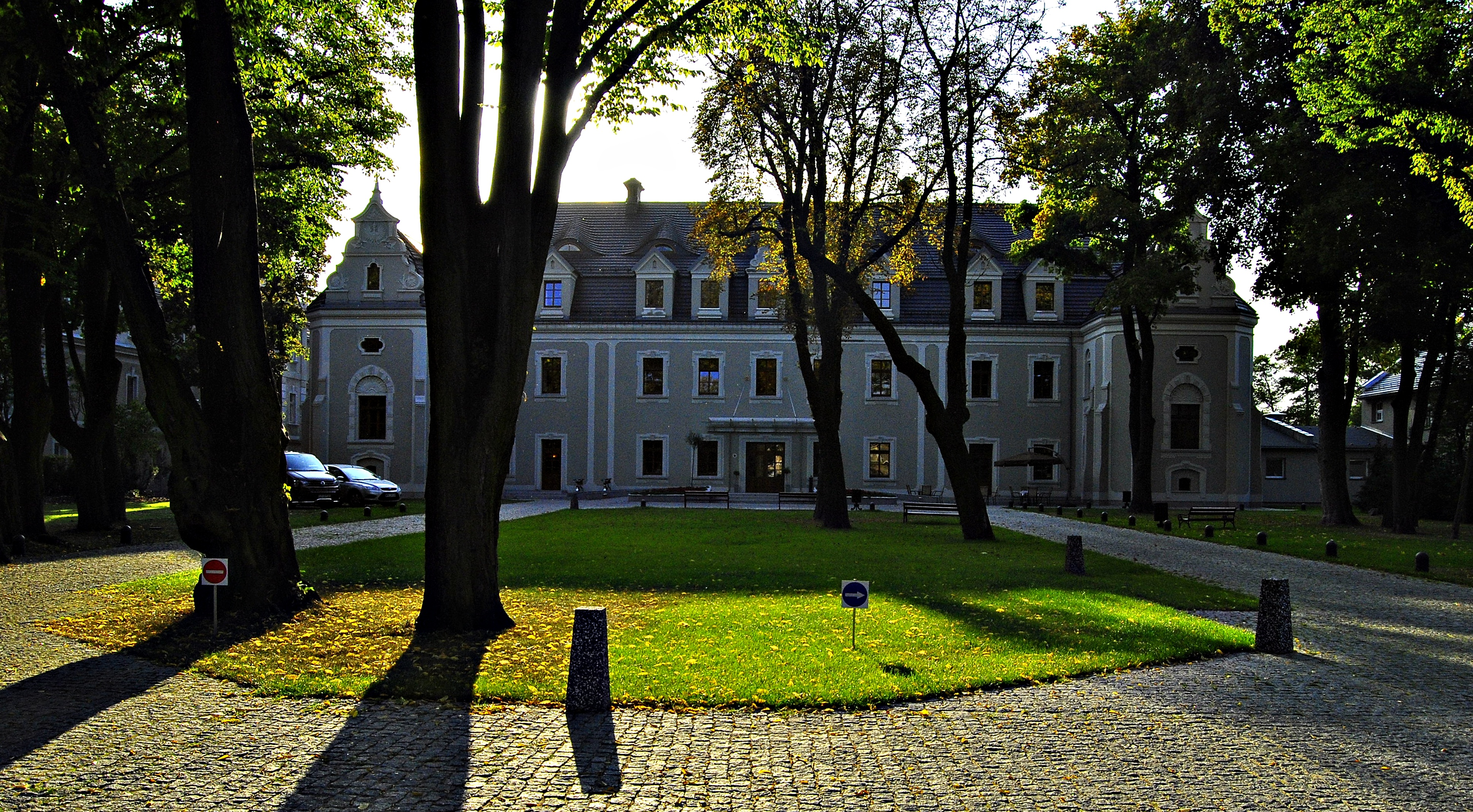
Schloss Lublinitz

### Unter den Schlesischen Piasten
Die Ortschaft wurde um 1270 an einer wichtigen Handelsstraße von Breslau nach Krakau vom Oppelner Herzog Wladislaus I. gegründet. Um das Jahr 1300 wurde die ursprünglich Lubin genannte Stadt von Herzog Boleslaus I. von Oppeln mit Magdeburger Recht versehen und mit einem rechteckigen Ring samt Pfarrkirche ausgestattet. In dieser Zeit kam die Stadt unter böhmische Herrschaft, aber bald darauf eroberte Władysław II. Jagiełło die Stadt kurzzeitig für die Krone Polen. Das mittelalterliche Lublinitz sicherten Gräben und Erdwälle sowie drei Stadttore, das Krakauer, Oppelner und Rosenberger Tor. In den folgenden Jahrzehnten erhielt die Stadt zahlreiche Privilegien. Bereits im 15. Jahrhundert erhielt das etwa 200 Einwohner zählende Lublinitz das Braurecht für die Bevölkerung im Umkreis von 7 km. Darauf wurde im Jahre 1500 vom Oppelner Herzog Johann II. festgesetzt, dass in nahegelegenen Gasthöfen nur Lublinitzer Bier ausgeschenkt werden dürfe, was zusammen mit der Erlaubnis zum Abhalten von Wochenmärkten und Viehmärkten und schließlich dem Anschluss des Dorfes Steblów zu einem beachtlichen wirtschaftlichen Aufschwung führte. Sehr wichtig wurde für die Stadt auch die Verleihung des Zunftrechts, da sich nun die Handwerker zusammenschließen konnten und dadurch eine viel höhere Qualität und Stückzahl der Waren ermöglicht wurde.

### Protestantisches Zentrum Oberschlesiens

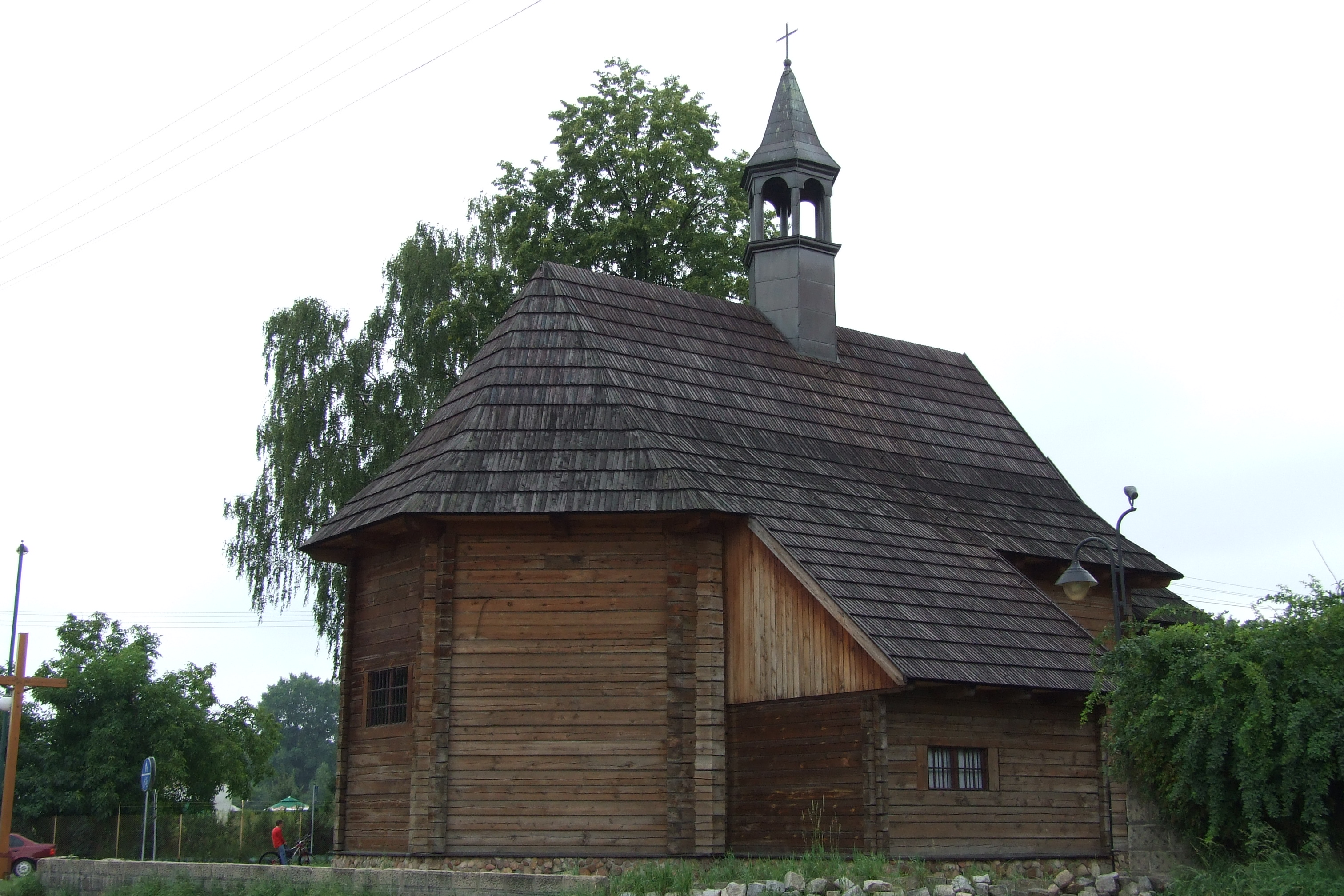
Schrotholzkirche St. Anna von 1754

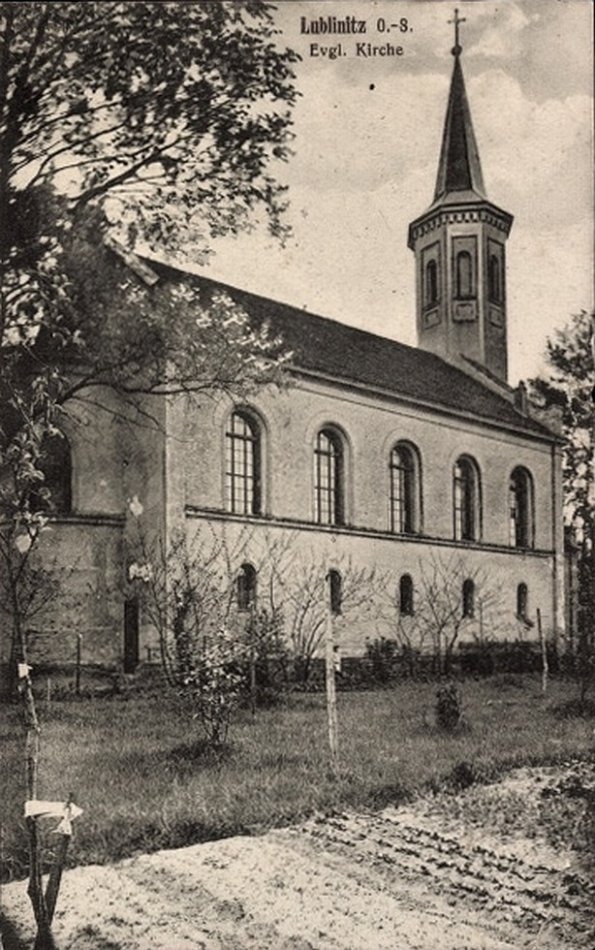
Ehemalige evangelische Kirche von Lublinitz, 1850 erbaut und 1972 abgerissen

Nach der Reformation wurde Lublinitz im 16. Jahrhundert ein bescheidenes Zentrum des Protestantismus im katholischen Oberschlesien. Im 18. Jahrhundert stieg Lublinitz zur Kreisstadt auf und war somit Hauptstadt eines der größten Kreise des Herzogtums Oppeln. 1776 kam im Einvernehmen mit dem Grafen von Schlegenberg ein etwa 1300 ha großes Waldgebiet in den Besitz der Stadt, wodurch die Bewohner mit dem nötigen Holz versorgt werden konnten, ohne teures Holz einzuführen. 1742 fiel die Stadt nach dem Breslauer Frieden, wie der allergrößte Teil Schlesiens, an Preußen.

### 19. Jahrhundert
Zu neuer Blüte kam Lublinitz im 19. Jahrhundert, da sich nahe der Stadt die Eisenbahnlinien Rosenberg–Tarnowitz sowie Oppeln–Tschenstochau kreuzten und Lublinitz an dieses Eisenbahnnetz angeschlossen war. Im Zuge der Industrialisierung siedelten sich kleine Industriebetriebe in der Stadt an. 1893 wurde das alte Schloss von der preußischen Verwaltung gekauft und dort eine Klinik für die Bevölkerung der Stadt eingerichtet. Von 1895 bis 1896 wurde im Schloss die bis heute existierende Psychiatrie eingerichtet.
Am Anfang des 20. Jahrhunderts hatte Lublinitz eine evangelische Kirche, drei katholische Kirchen, eine Synagoge, ein Waisenhaus, eine Oberförsterei, Maschinen-, Perlen-, Strumpf- und Zigarrenfabrikation, ein Elektrizitätswerk und war Sitz des Amtsgerichts Lublinitz.

### Zwischenkriegszeit und Zweiter Weltkrieg

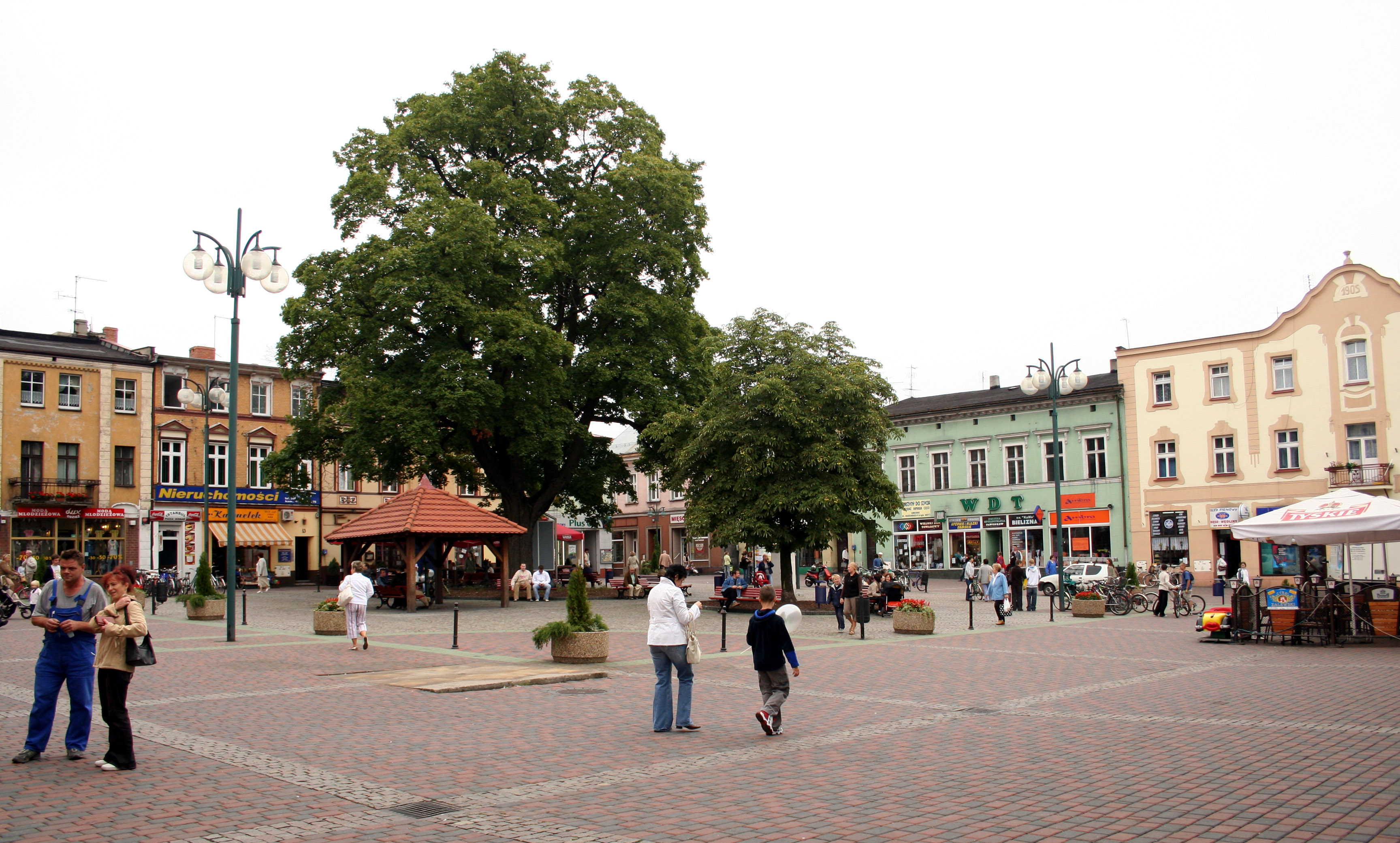
Der städtische Ring

Bei der Volksabstimmung in Oberschlesien 1921 wurden im Kreis Lublinitz 15.453 oder 53,1 % der 29.132 Stimmen für den Verbleib bei Deutschland abgegeben, wobei die Stadt selbst mit 88 % für Deutschland stimmte. Das für Polen ungünstige Abstimmungsergebnis nahm Wojciech Korfanty zum Vorwand, in der Nacht vom 2. auf den 3. Mai 1921 im nahe gelegenen Ort Czarny Las zum Dritten Schlesischen Aufstand aufzurufen. Schließlich wurde entschieden, dass Lublinitz wie das restliche Ostoberschlesien an Polen fallen solle, während ein Drittel des Kreises Lublinitz an den Kreis Guttentag angeschlossen wurde. Seitdem war Lubliniec neue Grenzstadt Polens zur preußischen Provinz Oberschlesien.
Bereits kurz nach dem deutschen Überfall auf Polen am 1. September 1939 wurde auch Lubliniec von der Wehrmacht erobert und 1941 in Loben umbenannt. Bald darauf begann die Verfolgung der ehemaligen polnischen Aufständischen, der Insassen der Heil- und Pflegeanstalt Loben sowie die Vertreibung und Deportation der meisten ortsansässigen Juden. Einzig der erhaltene Jüdische Friedhof von 1845 erinnert noch an die Jüdische Gemeinde. Sie hatte drei Generationen zuvor (1861) 18 % der Gesamtbevölkerung ausgemacht. Dort finden sich auch die Gräber der Großeltern Edith Steins mütterlicherseits, Adelheid und Salomon Courant, und ihrer Brüder Ernst und Richard. Edith Steins Familie hatte sich bei der Volksabstimmung in Oberschlesien am 20. März 1921 für den Verbleib bei Deutschland eingesetzt und sich deshalb, wie Edith Stein später schrieb, „durch ihr entschiedenes Eintreten für die deutsche Sache den Haß der Polen“ zugezogen.
Im Dezember 1941 wurde in der Heil- und Pflegeanstalt eine „Kinderfachabteilung“ eingerichtet, unter der Leitung von Ernst Buchalik und Elisabeth Hecker. In den Krankenakten dieser Klinik ist der Mord an 280 Kindern dokumentiert, die gerade das Schulalter erreicht hatten.

### Nach 1945
Am 19. Januar 1945 wurde die Stadt von der Roten Armee eingenommen und als Teil Polens wieder in Lubliniec umbenannt. Heute ist die Stadt vor allem wegen der psychiatrischen Anstalt (Wojewódzki Szpital Neuropsychiatryczny im. doktora Emila Cyrana) bekannt, die eine der größten Polens ist, darüber hinaus sind noch das größte polnische Frauengefängnis sowie ein Bildungszentrum für Hörgeschädigte von Bedeutung. Heute ist Lubliniec wegen der großen Waldgebiete in der Umgebung ein beliebtes Ausflugsziel und wird auch als „Stadt des grünen Klimas“ bezeichnet.
Das Jahr 2008 wurde von der Stadtverwaltung zum Jahr der Märtyrerin Edith Stein erklärt, die auch amtlich zur Stadtpatronin erklärt wurde.

## Sehenswürdigkeiten

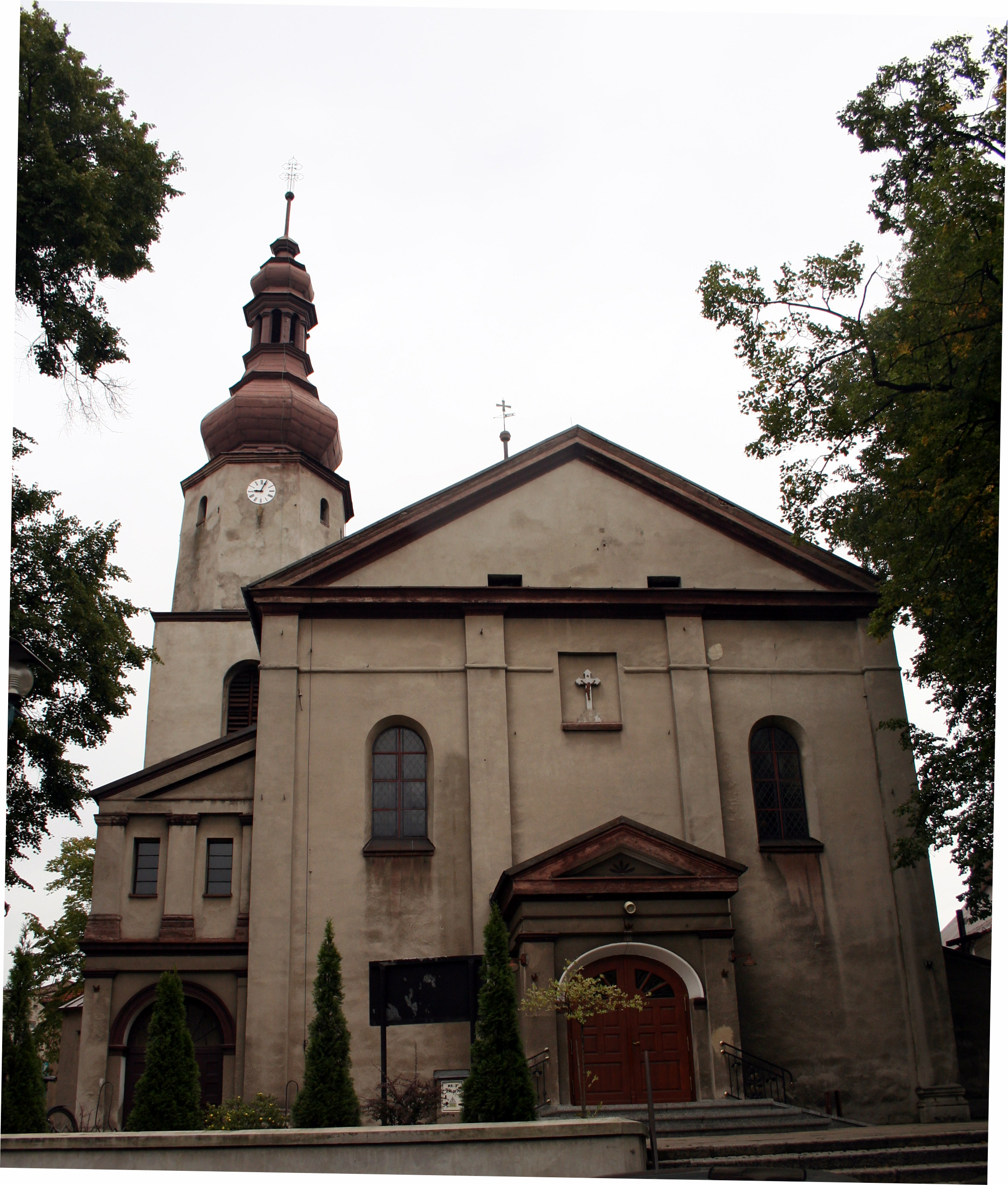
Nikolaikirche

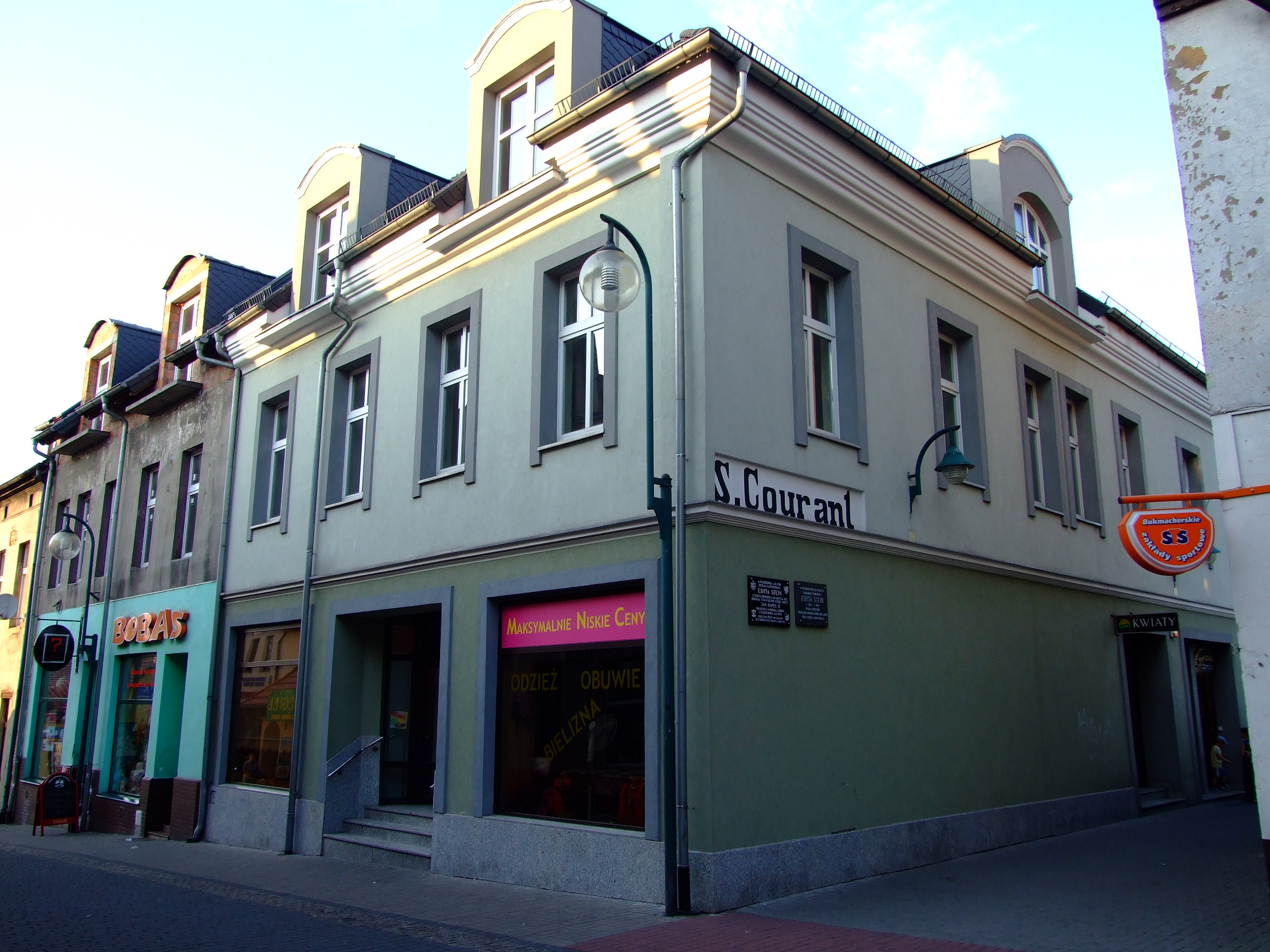
Haus der Familie Courant

Trotz der langen Stadtgeschichte blieben in Lubliniec nur wenige historische Gebäude erhalten. Neben dem als Ring bezeichneten Marktplatz und den dort befindlichen Bürgerhäusern des 18. und 19. Jahrhunderts finden sich noch weitere sehenswerte Bauwerke:
- Die einschiffige Nikolaikirche stammt aus dem 14. Jahrhundert. Sie wurde 1576–1590 umgebaut und im 18. Jahrhundert im Barockstil verändert. Spätere Umbauten fanden noch im 19. Jahrhundert statt.
  - Die spätbarocke Karl-Borromäus-Kapelle stammt aus dem Jahr 1648.
  - Der barocke Kirchturm beherbergt eine Glocke aus dem 18. Jahrhundert.
- Das Schloss Lubliniec wurde im 18. Jahrhundert an der Stelle eines Vorgängerbaus aus dem 13. Jahrhundert errichtet. Noch im 16. Jahrhundert wurde es  als Veste bezeichnet und im folgenden Jahrhundert im Barockstil verändert. Es diente bis 1975 als Psychiatrie und verfiel nachfolgend zusehends. Das Schloss wurde verkauft und im Jahr 2009 mit dem Ziel renoviert, ein Hotel einzurichten.
- Die Schrotholzkirche St. Anna wurde 1754 errichtet.
- Im Norden der Altstadt steht seit dem 16. Jahrhundert die Kreuzkirche, die 1842 grundlegend umgestaltet wurde.
- Im Wohnhaus der Familie Courant wurde das Edith-Stein-Museum eingerichtet, welches dem Leben Edith Steins gewidmet ist. Mit vielen Zeitdokumenten und einer Zeitachse der Weltgeschichte wird ihr Leben und ihr Weg in das Konzentrationslager anschaulich gemacht.
- Die Kirche zur hl. Teresa Benedykta vom Kreuze – Edith Stein, die erste Kirche in Polen, die dieser Heiligen geweiht wurde.
- Ring mit alten Bürgerhäusern
- Jüdischer Friedhof, 1845 angelegt

### Demographie
| Jahr | Einwohnerzahl | Anmerkungen |
| ---- | ------------- | --- |
| 1756 | 0676          | [ 7 ] |
| 1782 | 0803          | [ 7 ] |
| 1816 | 1144          | [ 8 ] |
| 1825 | 1509          | darunter 78 Evangelische, 196 Juden |
| 1840 | 2114          | davon 160 Evangelische, 1600 Katholiken, 354 Juden |
| 1855 | 2228          | [ 11 ] |
| 1861 | 2365          | davon 241 Evangelische, 1692 Katholiken, 432 Juden |
| 1867 | 2571          | am 3. Dezember |
| 1871 | 2404          | darunter 250 Evangelische, 400 Juden (1100 Polen); nach anderen Angaben 2404 Einwohner (am 1. Dezember), davon 267 Evangelische, 1742 Katholiken, zwei sonstige Christen, 393 Juden |
| 1885 | 2671          | [ 13 ] |
| 1890 | 3093          | [ 14 ] |
| 1900 | 3491          | meist Katholiken |
| 1905 | 3656          | [ 14 ] |
| 1910 | 4157          | ohne Schloss Lublinitz (306 Einwohner) und Gutsbezirk Schloss Lublinitz (489 Einwohner)                                                                                             |

| Jahr | Einwohner |
| ---- | --------- |
| 1931 | 8500      |
| 1941 | 10.268    |
| 1961 | 19.800    |
| 1980 | 22.300    |
| 2002 | 24.457    |
| 2005 | 24.242    |

## Verkehr
Die Stadt ist ein bedeutender Verkehrsknotenpunkt, den wichtige Transitstraßen und Eisenbahnlinien durchziehen.
Sie hat einen Bahnhof an den Bahnstrecken Kalety–Wrocław, Pyskowice–Lubliniec und Kielce–Fosowskie.

## Politik

### Bürgermeister
An der Spitze der Verwaltung steht der Bürgermeister. Seit 2006 ist dies der ehemalige Sejm-Abgeordnete Edward Maniura, der zunächst für die Platforma Obywatelska antrat, inzwischen aber parteilos ist. Bei der turnusmäßigen Wahl im April 2024 kam es zu folgendem Ergebnis:
- Edward Maniura (Wahlkomitee „Bürgermeister Edward Maniura“) 59,9 % der Stimmen
- Agata Woźniak-Rybka (Wahlkomitee „Modernes Lubliniec“) 22,5 % der Stimmen
- Ewelina Mikulska (Parteiloses Wahlkomitee „Lubliniec verdient mehr“) 17,6 % der Stimmen

Damit wurde Maniura erneut bereits im ersten Wahlgang wiedergewählt.
Bei der turnusmäßigen Wahl im Oktober 2018 wurde folgendes Ergebnis ermittelt:
- Edward Maniura (Wahlkomitee „Bürgermeister für Lubliniec“) 77,3 % der Stimmen
- Łukasz Mikulski (PiS) 22,7 % der Stimmen

Damit wurde Maniura bereits im ersten Wahlgang wiedergewählt.

### Gemeinderat
Der Gemeinderat von Lubliniec besteht aus 21 Mitgliedern, die in Mehrpersonenwahlkreisen gewählt werden. Die Wahl 2024 führte zu folgendem Ergebnis:
- Wahlkomitee „Bürgermeister Edward Maniura“ 42,5 % der Stimmen, 11 Sitze
- Wahlkomitee „Forum der Lokalverwaltung in Lubliniec“ 17,8 % der Stimmen, 4 Sitze
- Prawo i Sprawiedliwość (PiS) 17,8 % der Stimmen, 4 Sitze
- Wahlkomitee „Modernes Lubliniec“ 13,6 % der Stimmen, 1 Sitz
- Parteiloses Wahlkomitee „Lubliniec verdient mehr“ 9,1 % der Stimmen, 1 Sitz

Die Wahl 2018 führte zu folgendem Ergebnis:
- Wahlkomitee „Bürgermeister für Lubliniec“ 53,8 % der Stimmen, 12 Sitze
- Wahlkomitee „Forum der Lokalverwaltung in Lubliniec“ 28,7 % der Stimmen, 5 Sitze
- Prawo i Sprawiedliwość (PiS) 17,5 % der Stimmen, 4 Sitze

### Wappen

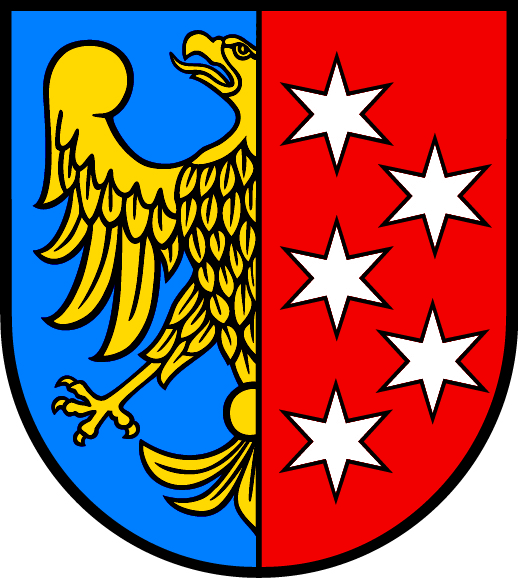
Wappen von Lubliniec seit 2016

Blasonierung: Das Wappen der Stadt zeigt in gespaltenem Schild, rechts einen halben, goldenen Adler auf blauem Grund, links in rot fünf silberne Sterne.
Diese Darstellung findet sich bereits in einem Stadtsiegel von 1660. Historisch waren die fünf Sterne silber in Rot, in neuerer Zeit wurde die Farbgebung in gold auf blau geändert. Der goldene Adler erinnert als Wappentier der oberschlesischen Piasten an die Gründung der Stadt durch Herzog Wladislaus I. von Oppeln. Die Sterne führt Hugo Saurma auf die Freiherren von Garnier zurück, in deren Besitz sich Lublinitz von 1727 bis 1763 befand und deren Wappen neben dem Reichsadler drei Sterne zeigt. 2016 wurde die historische Farbgebung des Wappens wiederhergestellt.

### Städtepartnerschaften
Lubliniec unterhält mit folgenden Orten Partnerschaften:
- Bad Goisern (Österreich)
- Capo di Ponte (Italien)
- Hajdúszoboszló (Ungarn)
- Kiskumaisza (Ungarn)
- Łowicz (Polen)
- Reda (Polen)
- Ripon (Vereinigtes Königreich)

## Persönlichkeiten

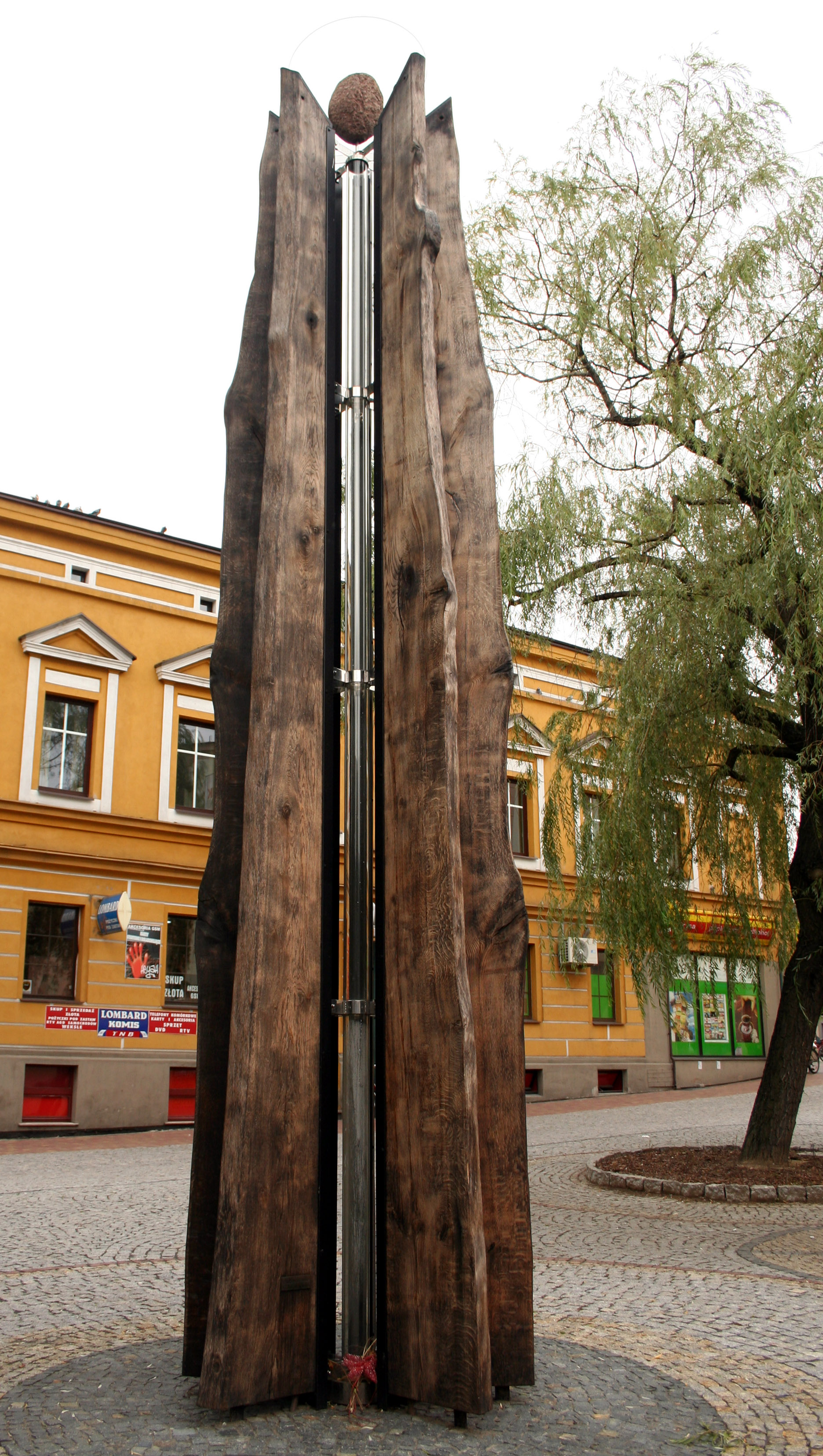
Edith-Stein-Denkmal in Lubliniec

### Söhne und Töchter der Stadt
- Bartholomäus Kubitza (1877–1943), Missionar und Märtyrer
- Hans Heinrich Lammers (1879–1962), Chef der Reichskanzlei unter Adolf Hitler
- Otto Ochmann (1883–1957), Abgeordneter des Schlesischen Sejm
- Rosa Stein (1883–1942), Schwester von Edith Stein, als getaufte Jüdin von den Nazis umgebracht
- Richard Courant (1888–1972), Mathematiker
- Elisabeth Jungmann (1894–1958), deutsche Übersetzerin und Sekretärin
- Eva Gabriele Reichmann (1897–1998), deutsche Historikerin und Soziologin
- Marian Szyrocki (1928–1992), polnischer Germanist, Literaturhistoriker und Herausgeber
- Roman Jackiw (1939–2023), US-amerikanischer Physiker
- Zygmunt Anczok (* 1946), ehemaliger Fußballspieler
- Michael Kutzop (* 1955), deutscher Fußballspieler polnischer Herkunft
- Alexander Famulla (* 1960), Fußballspieler
- Helena Zubanovich (* vor 1970), Opernsängerin
- Adam Cichon (* 1975), Fußballspieler
- Robert Böhm (* 1988), Fußballtorhüter

### Weitere Persönlichkeiten, die mit der Stadt in Verbindung stehen
- Edith Stein (1891–1942) besuchte oft Lubliniec und ihre Familie mütterlicherseits (Courant).[26] Das Wohn- und Geschäftshaus ihrer Großeltern in Sichtweite des „Rings“, d. h. des Marktplatzes,[27] sowie Gräber von Familienangehörigen sind erhalten
- Ernst Buchalik (1895–?), Psychiater, der als Direktor der Landesheilanstalt Loben an nationalsozialistischen Verbrechen im Rahmen der „Kinder-Euthanasie“ beteiligt war